# Get Your Wings
Get Your Wings — второй студийный альбом американской группы Aerosmith, вышедший в 1974 году.

## Об альбоме
Диск примечателен тем, что его продюсировал Джек Дуглас, сыгравший большую роль в создании последующих четырёх альбомов группы. Музыканты почувствовали, что на предыдущем альбоме продюсирование было не на должном уровне, что отрицательно повлияло на их популярность. Однако, несмотря на кардинальное изменение, в песнях группы осталась «сырая» энергия.

## Список композиций
| №  | Название                  | Автор(ы)                 | Длительность |
| -- | ------------------------- | ------------------------ | ------------ |
| 1. | «Same Old Song and Dance» | Джо Перри, Стивен Тайлер | 3:53         |
| 2. | «Lord of the Thighs»      | Тайлер                   | 4:14         |
| 3. | «Spaced»                  | Тайлер                   | 4:21         |
| 4. | «Woman of the World»      | Даррен Соломон, Тайлер   | 5:49         |

| №  | Название               | Автор(ы)                            | Длительность |
| -- | ---------------------- | ----------------------------------- | ------------ |
| 1. | «S.O.S. (Too Bad)»     | Тайлер                              | 2:51         |
| 2. | «Train Kept A-Rollin’» | Тини Брэдшоу, Говард Кей, Лоис Манн | 5:33         |
| 3. | «Seasons of Wither»    | Тайлер                              | 5:38         |
| 4. | «Pandora’s Box»        | Крамер, Тайлер                      | 5:43         |

## В записи участвовали
Aerosmith:
- Стивен Тайлер — акустическая гитара в 7 треке, бас-гитара, губная гармоника, перкуссия, фортепиано в треках 2 и 8, клавишные музыкальные инструменты, вокал
- Джо Перри — акустическая гитара, гитара, перкуссия, электрогитара, вокал, 12-ти струнная гитара, слайд-гитара
- Брэд Уитфорд — электрогитара
- Том Гамильтон — бас-гитара
- Джоуи Крамер — перкуссия, ударные, вокал

приглашённые музыканты:
- Майкл Брекер — саксофон-тенор в треках 1 и 8
- Рэнди Брекер[англ.] — труба в треке 1
- Стэн Бронстейн — баритоновый саксофон в треках 1 и 8
- Джон Пирсон — тромбон в треке 1
- Рэй Колкорд[англ.] — клавишные музыкальные инструменты в треке 3

технический персонал:
- Джек Дуглас[англ.] — музыкальный продюсер
- Рэй Колкорд[англ.] — музыкальный продюсер
- Боб Эзрин — исполнительный продюсер
- Джек Дуглас — звукоинженер
- Джей Мессина — звукоинженер
- Род О’Брайен — звукоинженер
- Дэвид Кребс — менеджер проекта
- Фрэнк Конноллай — менеджер проекта
- Стив Лебер — менеджер проекта

## Позиции в хит-парадах
Еженедельные чарты:
| Название хит-парада      | Наивысшая позиция | Пребывание в чарте | Источник(и) |
| ------------------------ | ----------------- | ------------------ | ----------- |
| Billboard Top LPs & Tape | 74                | 86 недель          | [ 16 ]      |